# Olivier Loubes
Pour les articles homonymes, voir Loubes.
Olivier Loubes est un historien et professeur d'histoire français.

## Biographie
Né le 31 décembre 1963, Olivier Loubes a fait des études d'histoire à l'université Toulouse II - Jean Jaurès. Il obtient l'agrégation en 1988 et soutient en 1999 une thèse de doctorat sous la direction de Pierre Laborie sur le sujet de « L'école et la patrie en France dans le premier vingtième siècle »,.   
Il est spécialiste de l'histoire des représentations et de l'imaginaire politique. Ses travaux portent sur les liens entre patriotisme, société et enseignement en France, à travers des études sur la République, l'école, l'identité et la nation, le parcours de Jean Zay et, plus récemment, la naissance du Festival de Cannes. Il est correspondant de la revue L'Histoire. 
Après avoir été professeur d'histoire-géographie dans le secondaire, il enseigne en classe préparatoire aux grandes écoles littéraires (hypokhâgne et khâgne A/L) au lycée Saint-Sernin de Toulouse.

## Télévision
En 2015, il participe à l'émission Secrets d'Histoire consacrée à  Charlemagne, intitulée Sacré Charlemagne !, diffusée le 8 septembre 2015 sur France 2.

## Publications
- L'école et la patrie. Histoire d'un désenchantement 1914-1940, Belin, 2001.
- Jean Zay, l'inconnu de la République, Armand Colin. 2012.
- L'école et la nation, Ens éditions, 2013.  (en codirection avec Benoît Falaize et Charles Heimberg)
- Réarmer la République ! Jean Zay au Panthéon. Essai d'histoire tonique, Demopolis, 2015.
- Cannes 1939, le festival qui n'a pas eu lieu, Armand Colin, 2016,  (ISBN 9782200613556)